# Hard (Stadt Zürich)
Der Stadtteil Hard (früher mittleres Sihlfeld) ist ein Quartier im Kreis 4 der Stadt Zürich. Er trägt einen Flurnamen, der sich auf den Hardturm bezieht und geographisch von der Quartierbezeichnung abweicht. Der Turm liegt heute gemäss der Einteilung des statistischen Amts im Quartier Escher Wyss, welches geographisch und historisch die untere Hard bildet.

## Wappen

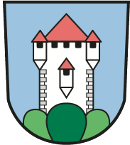
Wappen Hard (bis 1954)

Blasonierung
In Blau über silbernem Wellenbalken ein gemauerter silberner Turm mit drei Erkern und rotem Dach
Das Wappen des Quartiers Hard und der Zunft Hard – der gemeinsamen Zunft der Stadtkreise Aussersihl und Industriequartier – stellt den Hardturm dar. Bis 1954 umfasste das Wappen der Hard einen grünen Dreiberg anstelle des silbernen Wellenbalkens.

## Geographie

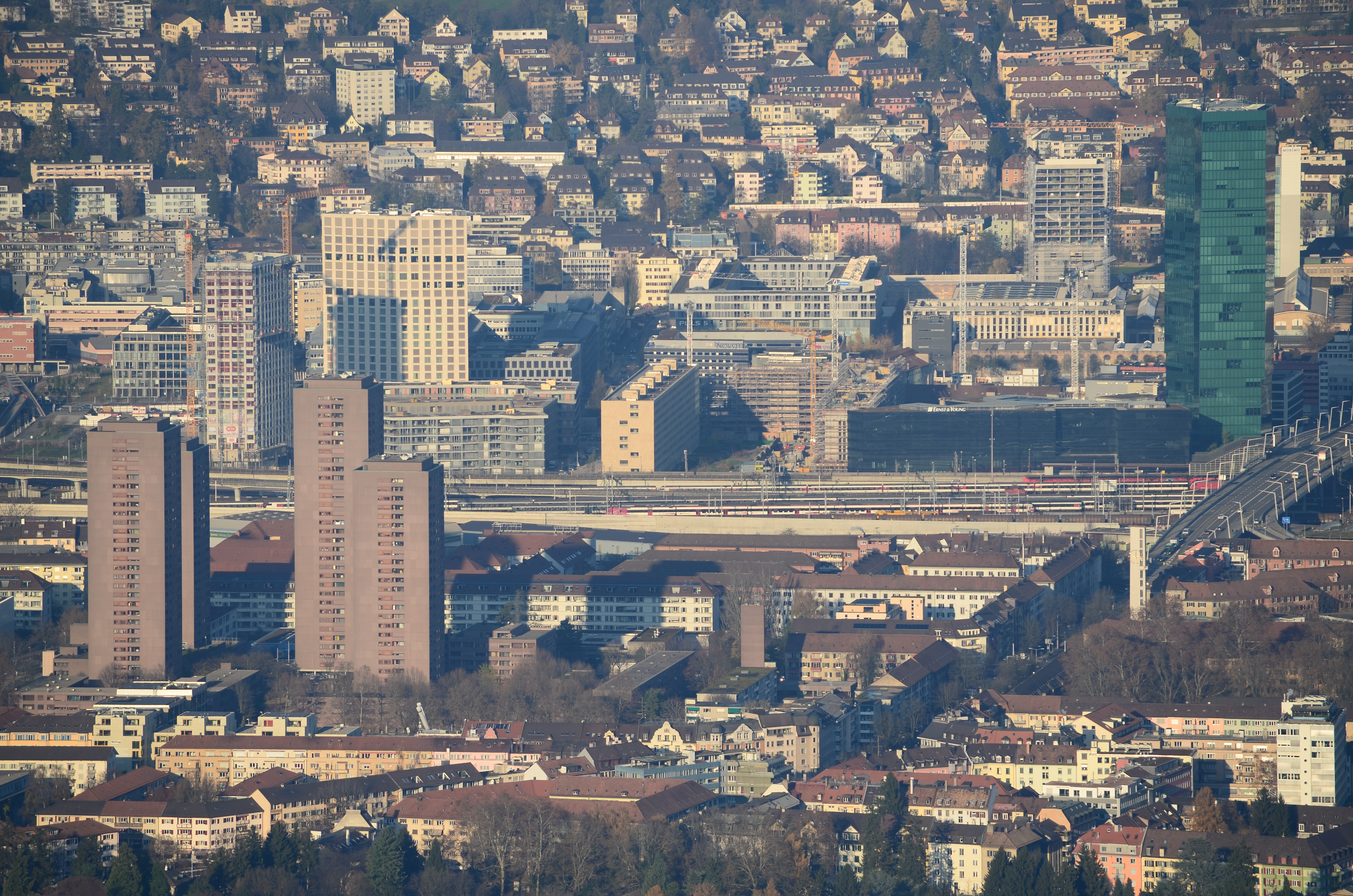
Sicht vom Uetliberg auf Hard und Industriequartier (Hintergrund)

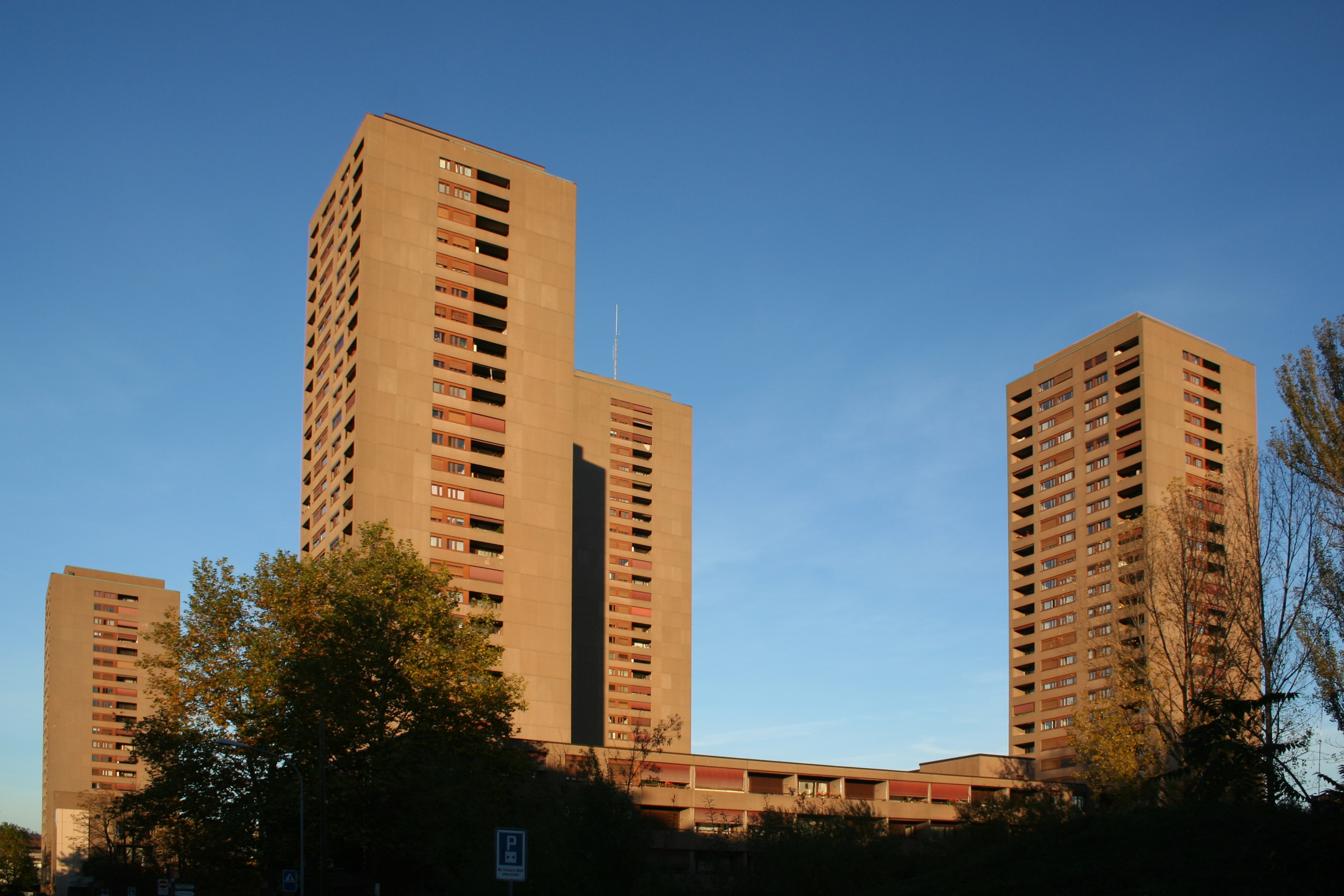
Hardau-Hochhäuser

Innerhalb des Quartiers bestehen keine topographisch auffälligen Erhebungen. Ein markantes Merkmal des Quartiers bilden die vier Hardau-Hochhäuser. Der höchste der vier Türme (92 Meter) war bis 2010 das höchste Gebäude in Zürich. Am südöstlichen Rand des Quartiers liegt mit der Wohnsiedlung Lochergut ein weiterer Hochhausbau. Höchster Punkt ist der Bullingerplatz (410 m ü. M.).

## Bevölkerung
Mit einem Ausländeranteil von 47,7 % besitzt das Quartier den höchsten Ausländeranteil in Zürich. Grund dafür ist die Geschichte des Stadtteils. Der Stadtteil Hard war das ursprüngliche Arbeiterviertel, in welchem in den 1960er Jahren viele eingewanderte Gastarbeiter aus Italien und Portugal ansässig wurden.

## Bevölkerungsentwicklung des Quartiers
Quelle:Statistik & Daten: Hard

### Quartiergrenze
Der Stadtteil Hard breitet sich am östlichen und westlichen Ende der Hardbrücke aus. Er grenzt im Westen an den Stadtteil Altstetten, im Süden ans Sihlfeld und im Osten an den Stadtteil Langstrasse. Die nördliche Grenze bildet das Vorfeld des Hauptbahnhofs, im Nordosten liegt das Kohlendreieck, wo die linksufrige Seebahn nach Süden abzweigt und die Grenze zum Quartier Langstrasse bildet. Westlich des Kohlendreiecks befindet sich auch der alte Güterbahnhof Zürich.

### Geologisches Sihlfeld
An den alten Flurnamen Sihlfeld erinnert der einstige Schrägweg (diagonal zu den Blockrandbebauungen verlaufend), der in Sihlfeldstrasse umbenannt wurde. Die Strasse führt quer durch das Quartier Hard (mittleres Sihlfeld) zum Quartier Sihlfeld (oberes Sihlfeld). Das Quartier ist nicht deckungsgleich mit dem geologischen Sihlfeld, das sich bis zur Limmat (unteres Sihlfeld)  erstreckt und mit dem ebenfalls grundwasserführenden Limmatschotter vermischt. Die Hohlstrasse bildete die Grenze zwischen dem mittleren und unteren Sihlfeld. Bis 1787 gehörte auch das untere Sihlfeld zur damaligen Gemeinde Wiedikon, mit der Abspaltung Aussersihls änderte dessen Zugehörigkeit.

### Plätze
- Bullingerplatz

## Geschichte

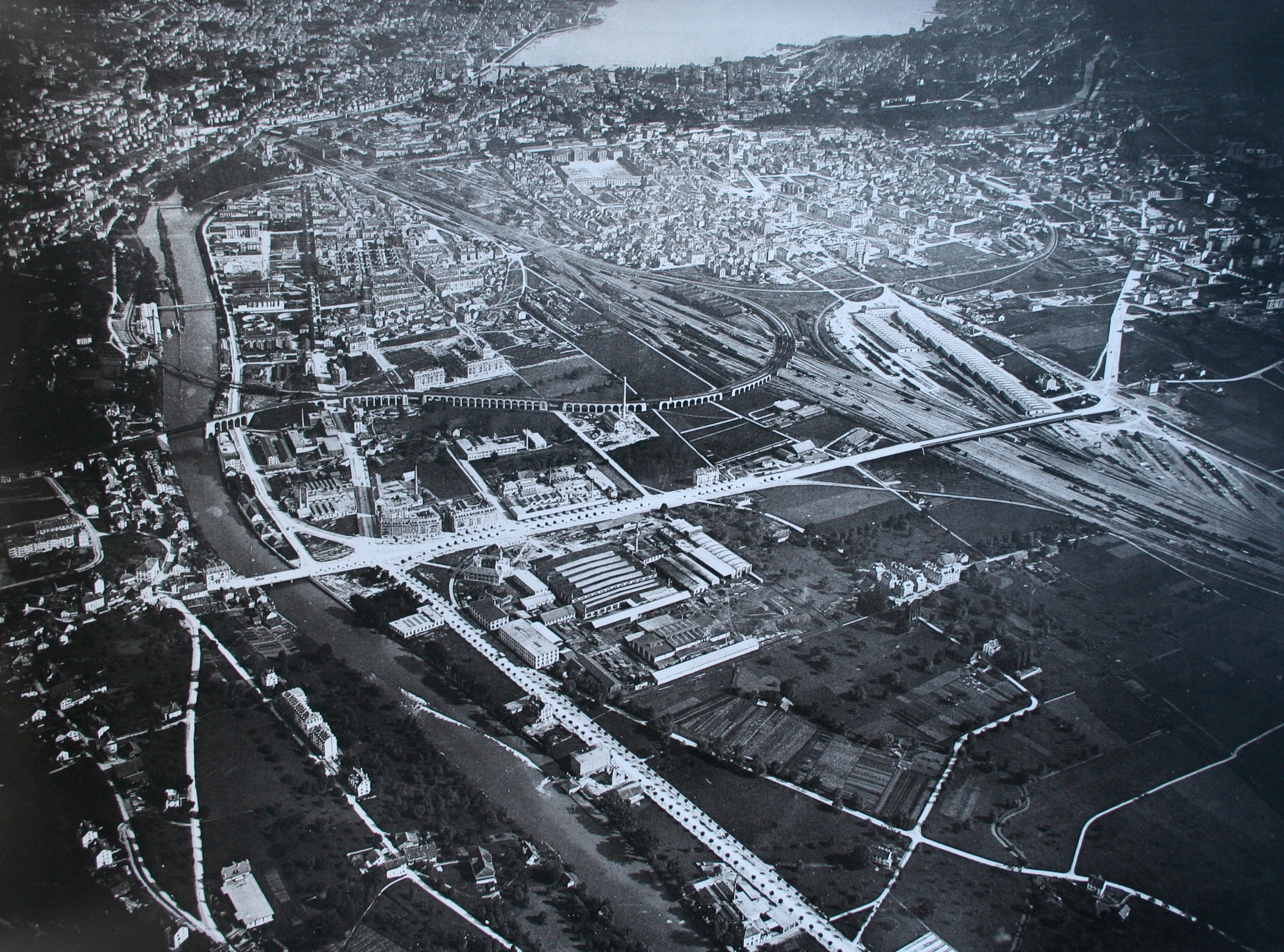
Zürich Richtung See von Nordwesten her, Eduard Spelterini 1904, das Quartier Hard (rechts) ist neben dem Güterbahnhof und der Sihlfeldstrasse/Schrägweg noch wenig bebaut

Der Begriff Hard bezeichnet waldbestandenes (festes) Alluvialland. Dieses Anschwemmgebiet von Limmat und Sihl gehörte ursprünglich zur Gross-Mark Wiedikon. Im Mittelalter bestanden hier Eichenwälder und Höfe sowie die Allmend der Zürcher Bürger. Der Hardturm im Westen der Hard war Wohnung des Geschlechts der Manesse und ging als Fraumünster-Lehen bei der Reformation an die Stadt über. 1251 schied aus der Gross-Mark Wiedikon Harde (Hard), 1271 Silvelde (Sihlfeld) aus. Das Gebiet Hard gehörte fortan zur Gemeinde Aussersihl.
Die schlechte wirtschaftliche Lage Ende des 19. Jahrhunderts zwang die Gemeinde Aussersihl 1891, die Stadt Zürich um Eingemeindung zu bitten. Dem stimmten die Aussersihler mit 4440 Ja gegen 43 Nein zu. Dabei hatte die Vorortsgemeinde nicht nur eine grössere Fläche, sondern auch mehr Einwohner als die damalige Stadt Zürich. Am 1. Januar 1893 wurde die Gemeinde in der Stadt Zürich eingemeindet. Aussersihl und das damals zugehörige Industriequartier wurden dem Stadtkreis III, Wiedikon, zugeschlagen, von dem sich die Gemeinde gut 100 Jahre zuvor abgespalten hatte.
Die Einteilung der ursprünglichen fünf Stadtkreise wurde 1913 revidiert. Damit wurde die ehemalige Gemeinde Aussersihl zum heutigen Stadtkreis 4, während das bereits 1875 abgespaltene, aber bisher zu Aussersihl gehörende Industriequartier, zum Stadtkreis 5 wurde. Das Gebiet der ehemaligen Gemeinde Wiedikon wurde zum heutigen Stadtkreis 3.
Bei einer weiteren Revision der Stadtkreise im Jahre 1971, unter anderem Aussersihl vom Statistischen Amt der Stadt Zürich, am Reissbrett in die drei Quartiere Werd, Hard und Langstrasse unterteilt, die fast ausschliesslich eine statistische Bedeutung haben.
Eine rege Bautätigkeit entwickelte sich zusammen mit dem Zuzug von italienischen Bauarbeitern.
1897 wurde der neue Güterbahnhof bezogen. 1909 wurde im Industriegebiet westlich des Zürcher Hauptbahnhofs ein neuer städtischer Schlachthof eröffnet. Dieser war mit den Rangiergleisen der SBB durch eine 1,3 km lange Industriebahn verbunden, auf der das Schlachtvieh direkt zugeführt werden konnte. Diese Bahn bestand bis 1960. 2025 hat der Verwaltungsrat der Schlachtbetrieb Zürich AG beschlossen, den Betrieb des Schlachthofs Mitte 2026 einzustellen, um einen Konkurs zu verhindern. Die SBB.Hauptwerkstätte nahm 1911 ihren Betrieb auf.

## Kirchen

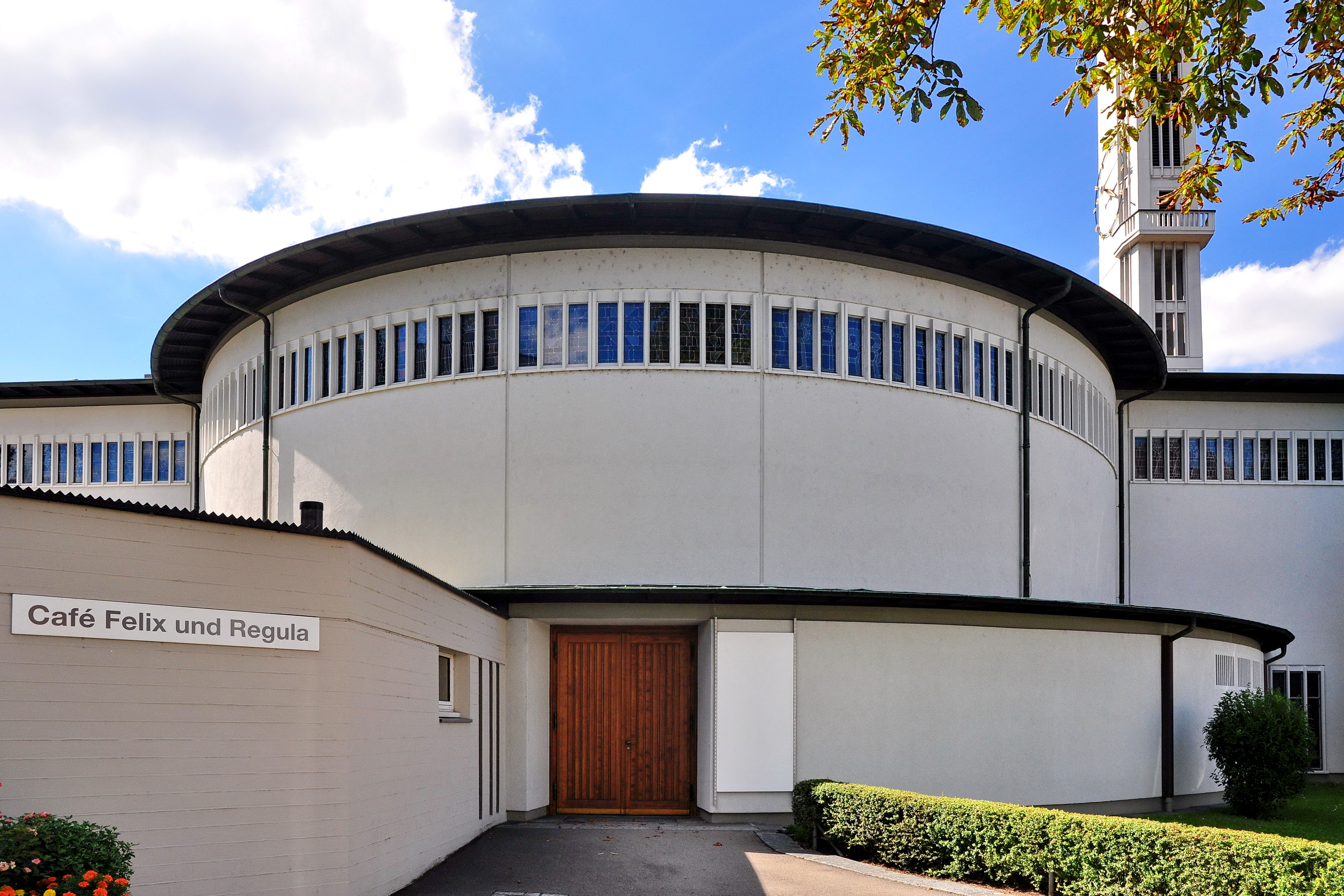
Katholische Kirche St. Felix und Regula

Im Quartier Hard gibt es zwei Kirchen:
- Die Bullingerkirche der Evangelisch-reformierten Kirche wurde im Jahr 1956 erbaut und ergänzt das bereits seit 1925/1930 bestehende Gebäudeensemble von Kirchgemeindehaus und zwei Pfarrhäusern. Der frei stehende Glockenturm besitzt nach der Pauluskirche im Quartier Unterstrass das zweitmächtigste Geläute der Stadt Zürich mit einem Gesamtgewicht von 12'446 kg. Mit ihrem Namen erinnert sie an den Nachfolger von Huldrych Zwingli, den Reformator Heinrich Bullinger.
- Die Kirche St. Felix und Regula der Römisch-katholischen Kirche wurde in den Jahren 1949–1950 vom Architekten Fritz Metzger erbaut. Sie ist den Stadtpatronen Zürichs St. Felix und Regula geweiht und gilt als architektonisch zukunftsweisende Kirche.[7] Die Kirche weist keinen Längsgrundriss mehr auf, sondern ist in der Form eines Querovals erbaut. Die Pfeiler in der Kirche erinnern an das Zelt Gottes und die Strukturierung der Wände mit Bausteinen erinnert daran, dass die Kirchgemeinde aus lebendigen Steinen besteht. Im Jahr 2012 wurde die Kirche mit Hilfe des Baudenkmalamts in den ursprünglichen Bauzustand zurückgeführt.

## Wohnkolonien Sihlfeld/Seebahneinschnitt

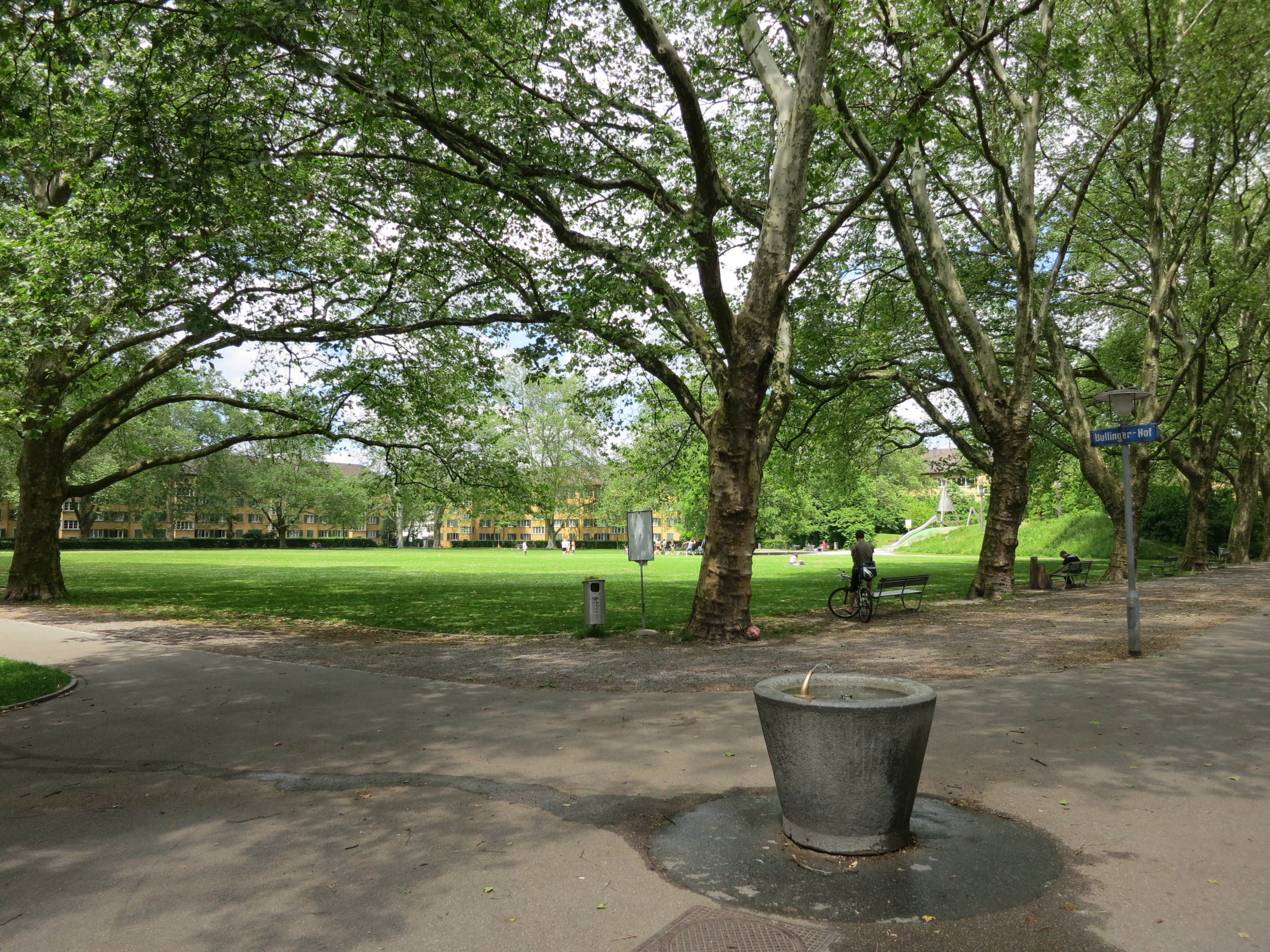
Innenhof der Kolonie Bullingerhof

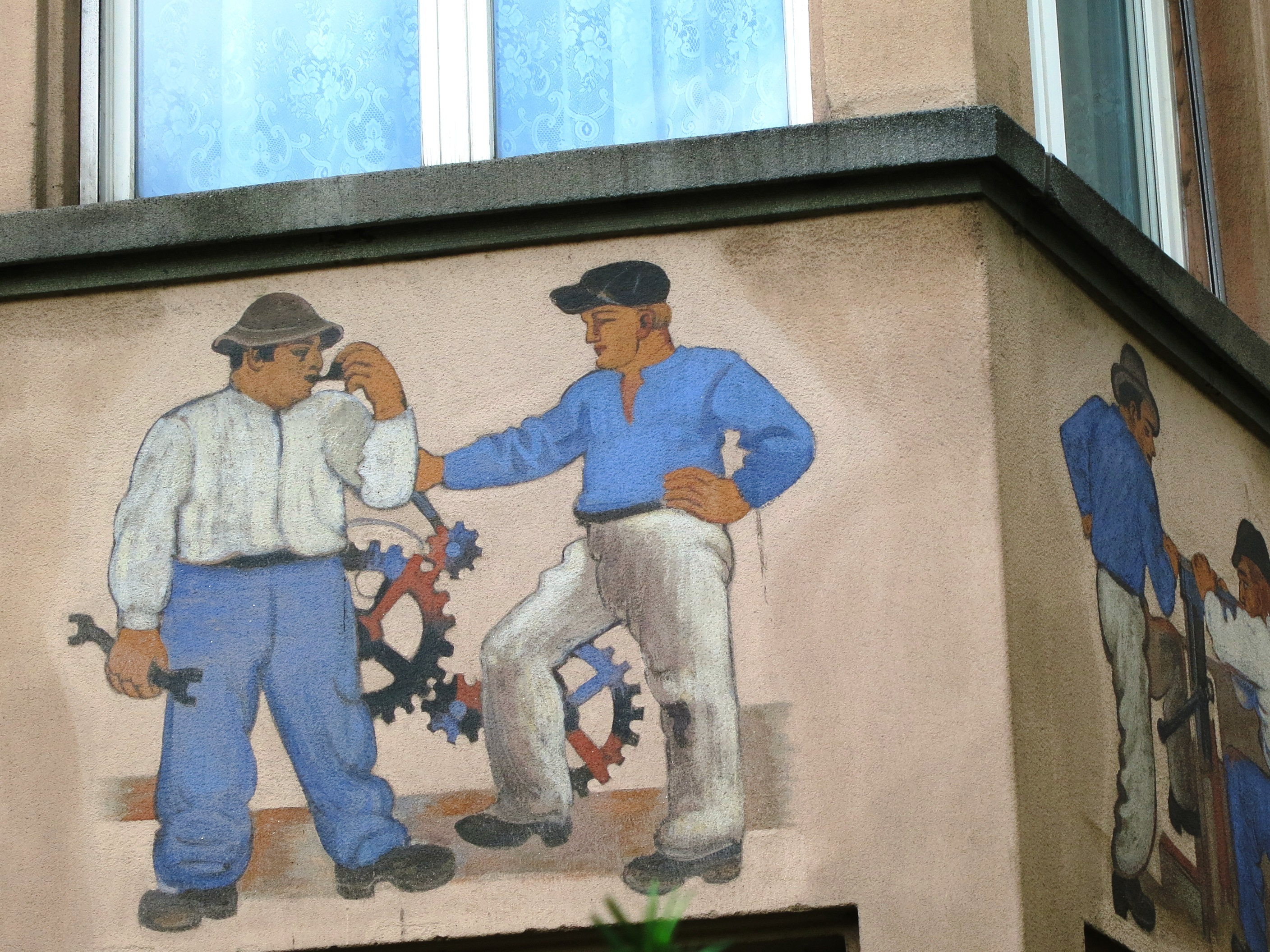
Erkerbilder Kolonie Kanzleistrasse ABZ an der Seebahnstrasse

Das schützenswerte Siedlungsensemble Sihlfeld/Seebahneinschnitt gehört zu einem der grössten und besterhaltenen Ensemble von Wohnhöfen, die in der Zwischenkriegszeit in Europa gebaut wurden. Die Siedlungen Kanzlei (ABZ) und Seebahn (BEP) wurden 1930 erbaut und waren als Zeitzeugen Teil des Inventars schützenswerter Bauten der Stadt Zürich. Trotzdem sollen sie durch Neubauten mit 300 bis 350 energieeffizienteren Wohnungen ersetzt werden. Am 31. August 2016 hat der Stadtrat von Zürich die «Seebahnhöfe» aus dem Inventar schützenswerter Bauten entlassen. Der Zürcher Heimatschutz hat gegen die Inventarentlassungen der Genossenschaftssiedlungen der BEP und der ABZ in Zürich Aussersihl im Oktober 2016 Rekurs eingereicht, weil diese Siedlungen als Prototypen des Wohnhofs in der Schweiz gelten würden und deshalb hochgradig schützenswert seien. Im  Mai 2017 hat das Baurekursgericht die Wohnbauinteressen höher eingestuft als die Schutzwürdigkeit der Gebäude und die Beschwerden des Zürcher Heimatschutzes abgelehnt.
Das Sihlfeld war um 1920 noch weitgehend unverbautes Kulturland. Die 1927 abgeschlossene Tieferlegung der bis dahin auf Strassenniveau geführten Seebahn löste eine der grössten städtebaulichen Umgestaltungen in Zürich aus. Der Städteplaner Konrad Hippenmeier wollte nach den Prinzipien des künstlerischen Städtebaus des Wiener Stadtbaumeisters Camillo Sitte wohldefinierte Strassenräume und Plätze schaffen, um eine geschlossene Bebauung mit Blockrändern zu ermöglichen. Um die enge Blockrandbebauung des 19. Jahrhunderts  zu überwinden, wurden etwa doppelt so grosse Wohnkolonien und freie, nicht durch gewerbliche Bauten überstellte, Innenhöfe geplant. Das Rote Zürich wollte mit den grossen Wohnhöfen der nach dem Ersten Weltkrieg herrschenden Wohnungsnot mit kostengünstigen Wohnungen begegnen.
Um den Bullingerplatz als Mittelpunkt des etwa 500 mal 500 Meter messenden Areals zwischen Badener-, Hard-, Hohl- und Seebahnstrasse wurde mit einer sternförmigen Strassenführung – basierend auf dem Idealstadtschema der Renaissance –  und einem Netz von sekundären Strassen, Baufelder für grössere Blockrandbauten ausgeschieden. Zwischen Kanzlei- und Stauffacherstrasse weitete er die Erismannstrasse zu einem länglichen Platz von 34 Meter Breite auf. Entlang dem Bahngraben der Seebahnstrasse schuf mit sekundären Quartierstrassen drei Gevierte für Blockrandbebauungen. Im ersten Geviert baute die Stadt 1928 den Erismannhof, in den beiden anderen realisierten die Baugenossenschaft des eidgenössischen Personals Zürich BEP (Kolonie Seebahn 1930) und die Allgemeine Baugenossenschaft Zürich ABZ (Kolonie Kanzleistrasse 1930) ihre Überbauungen.
Viele Wohnkolonien wurden von den Genossenschaften mit Malereien, Sgraffiti und Mosaiken versehen. Diese hatten nicht nur schmückende und repräsentative Zwecke, sondern auch erzieherische Anliegen: Die positive Darstellungen des Arbeiteralltags dienten als gezielte Aufmunterungen in einer sozial, politisch und wirtschaftlich unsicheren Zeit. Ein besonderes Beispiel ist die ABZ-Kolonie Kanzleistrasse, wo der Kunstmaler Wilhelm Hartung 1930 rund vierzig Fassadenmalereien in der Tradition der Zürcher Genossenschaftsbilder realisierte.